# 클레오파트라 카지노 정복
《클레오파트라 카지노 정복》(Cleopatra Jones And The Casino Of Gold)은 미국에서 제작된 찰스 베일 감독의 1975년 영화이다. 타마라 돕슨 등이 주연으로 출연하였고 런 런 쇼 등이 제작에 참여하였다.

## 출연

### 주연
- 타마라 돕슨
- 스텔라 스티븐스

### 조연
- 노먼 펠
- 앨버트 팝웰
- 카로 케냐타